# バーレーン・プレミアリーグ
バーレーン・プレミアリーグ（英: Bahraini Premier League）は、バーレーンにおけるサッカーリーグのトップディビジョンである。
2018-19シーズンから、ナーセル・ビン・ハマド・プレミア・リーグの名称で行われる。

## 概要
創設は1957年。リーグは10チームで構成され、2回戦総当りで成績を決定する。本来はホームアンドアウェー方式であるが、バーレーン・ナショナル・スタジアムで試合を行うことが多い。優勝チームにはAFCチャンピオンズリーグ2の出場権が与えられる。下位の2クラブは自動的に2部降格となり、8位のクラブは2部のクラブと昇降格プレーオフを戦う。

## 参加クラブ(2013-14シーズン)
| クラブ名                     | ホームタウン   | ホームスタジアム                           |
| ---------------------------- | -------------- | ------------------------------------------ |
| アル・ブサイティーン・クラブ | ブサイティーン |                                            |
| アル・ヒッドSCC              | ムハッラク     | アル・ムハッラク・スタジアム               |
| アル・リファーSC             | リファー       | バーレーン・ナショナル・スタジアム         |
| アル・ムハッラク・クラブ     | ムハッラク     | アル・ムハッラク・スタジアム               |
| アル・ナジマ・クラブ         | マナーマ       | ハリーファ・スポーツ・シティー・スタジアム |
| アル・ハーラ・クラブ         | ムハッラク     | アル・ムハッラク・スタジアム               |
| マナーマFC                   | マナーマ       | バーレーン・ナショナル・スタジアム         |
| アル・マーリキーヤ・クラブ   | マーリキーヤ   |                                            |
| アル・シャバーブ・クラブ     | マナーマ       | バーレーン・ナショナル・スタジアム         |
| シトラ・クラブ               | シトラ         |                                            |

## 歴代優勝クラブ
| - 1957 : ムハッラク - 1958 : ムハッラク - 1959 : アル・ナスル - 1960 : ムハッラク - 1961 : ムハッラク - 1962 : ムハッラク - 1963 : ムハッラク - 1964 : ムハッラク - 1965 : ムハッラク - 1966 : ムハッラク - 1967 : ムハッラク - 1968 : バーレーンSC - 1969 : アル・アハリ - 1970 : ムハッラク - 1971 : ムハッラク - 1972 : アル・アハリ - 1973 : ムハッラク - 1974 : ムハッラク | - 1975 : アラビ・クラブ - 1976 : ムハッラク - 1977 : アル・アハリ - 1978 : バーレーンSC - 1979 : アル・ハーラ - 1980 : ムハッラク - 1981 : バーレーンSC - 1982 : アル・リファーSC - 1983 : ムハッラク - 1984 : ムハッラク - 1985 : バーレーンSC - 1986 : ムハッラク - 1987 : アル・リファーSC - 1988 : ムハッラク - 1989 : バーレーンSC - 1990 : アル・リファーSC - 1991 : ムハッラク - 1992 : ムハッラク | - 1993 : アル・リファーSC - 1994 : イースト・リファー・クラブ - 1995 : ムハッラク - 1996 : アル・アハリ - 1997 : アル・リファーSC - 1998 : アル・リファーSC - 1999 : ムハッラク - 2000 : アル・リファーSC - 2001 : ムハッラク - 2002 : ムハッラク - 2003 : アル・リファーSC - 2004 : ムハッラク - 2005 : アル・リファーSC - 2006 : ムハッラク - 2007 : ムハッラク - 2008 : ムハッラク - 2009 : ムハッラク - 2010 : アル・アハリ | - 2010/11 : ムハッラク - 2011/12 : アル・リファーSC - 2012/13 : アル・ブサイティーン・クラブ - 2013/14 : アル・リファーSC - 2014/15 : ムハッラク - 2015/16 : アル・ヒッドSCC - 2016/17 : アル・マーリキーヤ - 2017/18 : アル・ムハッラク - 2018/19 : アル・リファーSC - 2019/20 : アル・ヒッドSCC - 2020/21 : アル・リファーSC - 2021/22 : アル・リファーSC - 2022/23 : アル・ハールディーヤSC - 2023/24 : アル・ハールディーヤSC |

## クラブ別優勝回数
| クラブ                                                | 回数 |
| ----------------------------------------------------- | ---- |
| ムハッラク                                            | 34   |
| アル・リファーSC （ウエスト・リファー・クラブを含む） | 14   |
| バーレーンSC                                          | 5    |
| アル・アハリ・マナーマ                                | 5    |
| アル・ヒッドSCC                                       | 2    |
| アル・ハールディーヤSC                                | 2    |
| アラビ・クラブ                                        | 1    |
| アル・ハーラ                                          | 1    |
| アル・ナスル                                          | 1    |
| イースト・リファー・クラブ                            | 1    |
| アル・ブサイティーン・クラブ                          | 1    |
| アル・マーリキーヤ                                    | 1    |

## 歴代得点王
| シーズン | 国旗                          | 選手                                              | 所属                                    | 得点 |
| 2004-05  | バーレーンの旗                | サルマーン・イーサ                                | バーレーン・リファー・クラブ            | 15   |
| 2005-06  | バーレーンの旗                | ジェイシー・ジョン                                | アル・アハリ・マナーマ                  | 17   |
| 2006-07  | ブラジルの旗                  | リコ                                              | バーレーン・リファー・クラブ            | 25   |
| 2007-08  | バーレーンの旗                | ジェイシー・ジョン                                | アル・ムハッラク・クラブ                | 24   |
| 2008-09  | バーレーンの旗                | アブドゥッラフマーン・ムバーラク                  | バーレーン・リファー・クラブ            | 14   |
| 2009-10  | ブラジルの旗                  | リコ                                              | アル・ムハッラク・クラブ                | 17   |
| 2010-11  | ブラジルの旗 · バーレーンの旗 | ディエゴ・シルバ アブドゥッラフマーン・ムバーラク | アル・アハリ・マナーマ アル・リファーSC | 13   |